# Juliana d'Oyengauzen
Contessa Juliana d'Oyengauzen, (in tedesco: Juliana Maria Louise Sofia Carolina von Oyengauzen) (Vienna, 20 agosto 1782 – San Pietroburgo, 2 novembre 1864), è stata una nobildonna portoghese.

## Biografia
Era la quartogenita del conte Karl August von Oyengauzen (1739-1793), e di sua moglie, la poetessa Leonor de Almeida Portugal (1750-1839). Suo padre era ambasciatore in Portogallo dell'imperatrice Maria Teresa d'Austria. La famiglia viaggiò molto in Europa.
Sua madre era una intima amica di Madame de Staël. Nel 1785 la famiglia di Juliana tornò in Portogallo, dove sua madre è stata nominata damigella d'onore dell'infanta Carlotta Gioacchina. Nel suo palazzo, Doña Leonor aprì un salotto letterario, che presto divenne noto in tutto il paese, guadagnando la fama di essere la prima loggia massonica in Portogallo.
Ricevette una educazione cattolica classica, curata dalla madre.

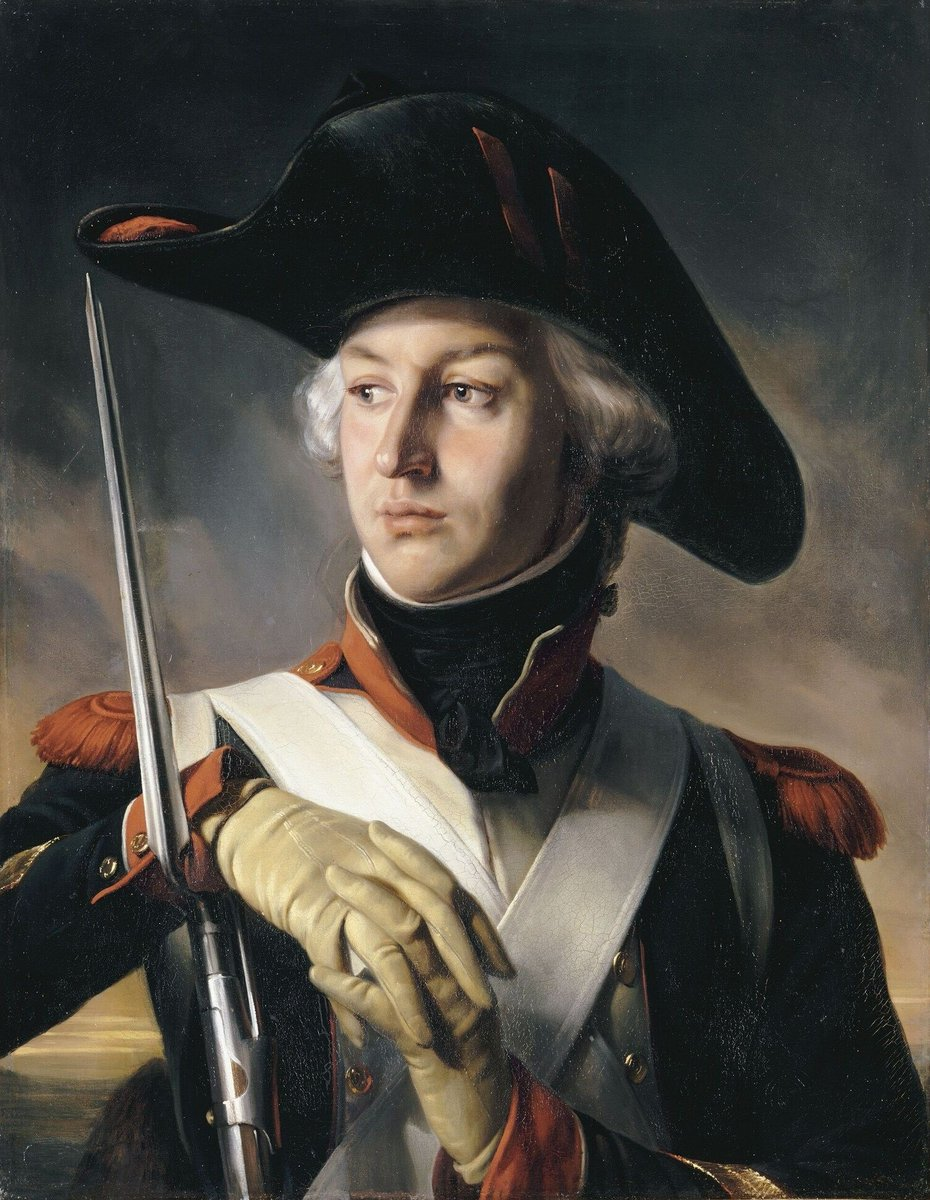
Ritratto di Jean-Andoche Junot in uniforme di sergente dei granatieri del secondo battaglione della Côte-d'Or nel 1792, di Henri Félix Emmanuel Philippoteaux.

## Matrimoni

### Primo matrimonio
Nel febbraio 1800 a Lisbona, Juliana sposò il ciambellano della regina Maria I, José Maria de Aires (1755-1827), conte d'Ega. Egli era vedovo con cinque figli, ma ricco, notevole e generoso. Juliana e suo marito si stabilirono a Madrid, dove il marito venne nominato ambasciatore portoghese alla corte spagnola. A Madrid, Juliana incontrò il barone Grigorij Aleksandrovič Stroganov e divenne la sua amante.
Tra il 1807 e il 1808, il conte d'Ega e sua moglie ritornarono in Portogallo. Nel novembre 1808, suo marito accolse con entusiasmo l'esercito francese di Napoleone e prese parte attiva nel nuovo governo guidato da Jean-Andoche Junot.
Nel suo palazzo, il conte diede grandi balli in onore del nuovo governo. Juliana affascinò il generale Junot, e ne divenne l'amante ufficiale. Dopo la firma della convenzione di Sintra, furono costretti a fuggire in Francia sotto la protezione di Napoleone, che gli venne assegnata una pensione di 60.000 franchi all'anno.
Nel 1811 in Italia, Juliana si ricongiungesse con il barone Stroganov e decise di lasciare il marito per lui e andò con lui in Svezia. Nel 1821, Stroganov dovette tornare in Russia e Juliana lo seguì a San Pietroburgo.

### Secondo matrimonio
A San Pietroburgo, la relazione con Stroganov era conosciuta in tutta la città che suscitava dispiacere a corte, dove Stroganov era molto vicino al granduca Nicola.
Nel 1824 morì la moglie del barone Stroganov e nel 1826, per l'incoronazione dell'imperatore Nicola, al barone venne concesso il titolo di conte.

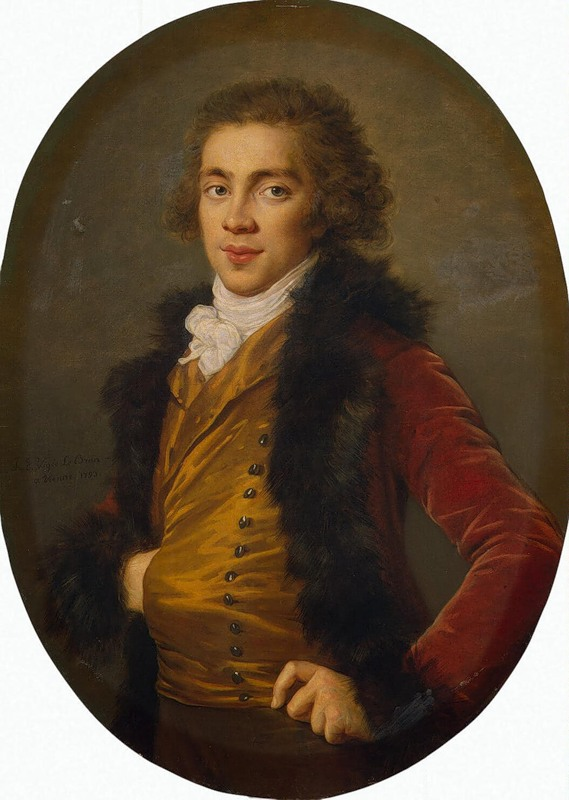
Ritratto di Grigorij Aleksandrovic Stroganov, di Élisabeth Vigée Le Brun, 1795.

Il 12 luglio 1827 a Dresda, Juliana sposò Grigorij Aleksandrovič Stroganov. Il matrimonio causò un grande imbarazzo tra i numerosi e illustri parenti Stroganov, molti la consideravano un'avventuriera, e per farla entrare nella società di San Pietroburgo, Stroganov chiese l'aiuto di sua sorella, Ekaterina Naryškina. 
Fu un matrimonio felice. Erano molto cordiale con Aleksandr Sergeevič Puškin, prendendosi i costi materiali connessi al suo funerale e poi era un fiduciario della famiglia del defunto.
La contessa Juliana era una donna della moda, sempre vestita molto giovanile per la sua età.

## Morte
Morì il 2 novembre 1864 e fu sepolta nella cripta della Chiesa cattolica a Carskoe Selo.